# 川口九社
川口九社（かわぐちきゅうしゃ）とは、埼玉県川口市に鎮座する神社35社のうち、中核をなす9社の総称。

## 川口九社の一覧
式内社に列せられた神社はなし。「近代」は明治に成立した近代社格制度の社格、「別表」は戦後の別表神社を示す。社名・鎮座地は現在のもの。
| 社名           | 通称・別名・惹句                     | 主祭神                                         | 近代 | 別表 | 鎮座地(川口市)       | 備考 |
| -------------- | ------------------------------------ | ---------------------------------------------- | ---- | ---- | -------------------- | ---- |
| 川口神社       | 市民生活と産業の守護神               | 素戔嗚尊、他4柱                                | 県社 |      | 中央地区金山町       |      |
| 鎮守氷川神社   | 小さな大社                           | 素盞嗚尊、櫛稲田姫命、他9柱                    | 村社 |      | 青木地区青木         |      |
| 鳩ヶ谷氷川神社 |                                      | 須佐之男命、稲田姫命、他18柱                   | 村社 |      | 鳩ヶ谷地区鳩ヶ谷本町 |      |
| 前川神社       | あらゆる災難を塞ぐ女神様             | 多岐都比売命、多紀理毘売命、狭依毘売命、他３柱 | 村社 |      | 青木地区前川         |      |
| 東沼神社       | 鎮守の杜・見沼富士・富士信仰         | 木花咲耶姫命、他4柱                            | 村社 |      | 戸塚地区差間         |      |
| 七郷神社       | 東川口総鎮守                         | 素盞嗚尊                                       | 村社 |      | 戸塚地区戸塚         |      |
| 九重神社       | 川口の秘境・安形鎮守                 | 素盞嗚尊、他16柱                               | 村社 |      | 安行地区安行原       |      |
| 峯ヶ岡八幡神社 | 鎌倉武士に崇敬された、源氏ゆかりの社 | 応神天皇、神功皇后、仲哀天皇                   | 郷社 |      | 新郷地区峯           |      |
| 元郷氷川神社   | しあわせの宮                         | 素盞嗚尊、市杵島姫命、他6柱                    | 村社 |      | 南平地区元郷         |      |

## 川口九社詣　勾玉巡り
上記九社の巡拝を「川口九社詣　勾玉巡り」と称する。その謂れは九社の鎮座する位置関係にあり、隣り合う神社を線で結ぶと勾玉の形をなすことから。単に「九社詣」や「勾玉巡り」とも称される。勾玉は、神代より祭祀具または装身具としても重要視されており、天皇の御世代わりに継承される三種の神器の内のひとつにも挙げられる。諸説あるものの勾玉の形は、胎児の形、魂の形というように「生命」の象徴とも云え、参拝者は九社を巡拝することで勾玉を描く（形作る）こととなり、生命の浄化・再生が九社の加護により得られるとされる。
巡り方としては、九社のある特定の神社から、時計回りもしくは反時計回りに巡拝し、最後に初めの神社に戻って勾玉の軌跡を完成させる巡り方と、順序関係なく自由に九社を参拝し、勾玉を形作る巡り方がある。

### 勾玉御朱印帖
「川口九社詣　勾玉巡り」専用の御朱印帖で、各頁に九社の社号が記されており、そこに各社の印を押印するというもの。巡拝を済ませると満願印が押印され記念品が授与される。巡拝後は祈りの対象として金屏風のように開いて飾り、九社の加護を受ける。
- 川口神社、鳩ヶ谷氷川神社を除く7社の授与所にて受けることが可能。
- 川口神社、鳩ヶ谷氷川神社の2社では満願印ならびに記念品の取り扱いもないので、他の社を最後の参拝社とする必要がある。
- 専用御朱印帖ではなく、自身の御朱印帳を用いての巡拝も可能。但し、その際は各社の通常御朱印となり、また記念品の授与もなし。